# Фонд Костюшко (Нью-Йорк)

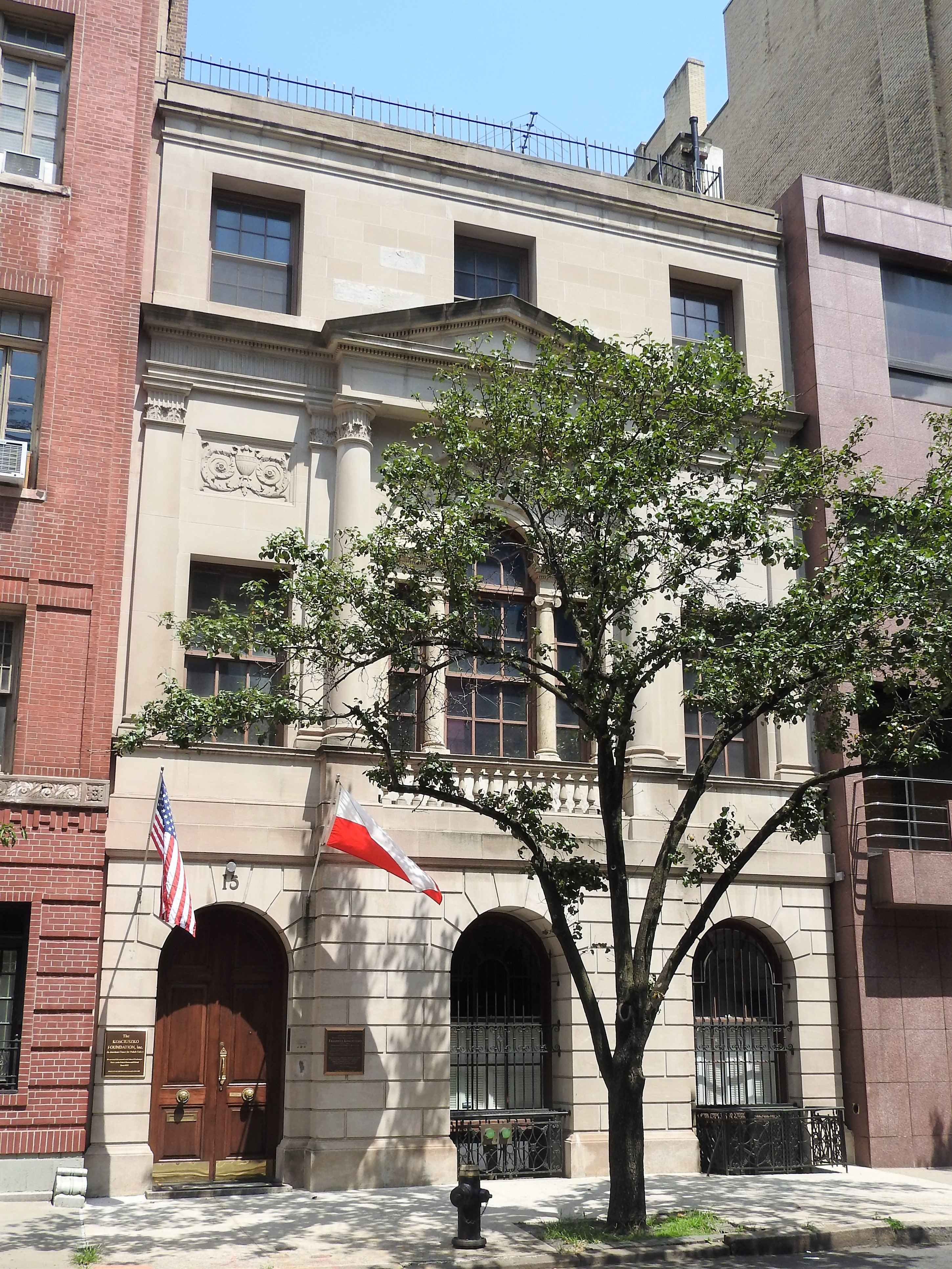
Штаб-квартира Фонда Костюшко, Нью-Йорк

Фонд Костюшко (англ. Kosciuszko Foundation) — польско-американский культурно-образовательный благотворительный фонд.
Штаб-квартира фонда расположена в Нью-Йорке, фонд имеет региональные представительства в Вашингтоне, Чикаго, Спрингфилде, Кливленде, Филадельфии, Питтсбурге, Денвере, Хьюстоне, Буффало и Варшаве.

## Миссия
Фонд был создан для финансирования программ, способствующих развитию польско-американских научных, образовательных и культурных связей.

## История
Фонд был создан в 1925 году в Нью-Йорке на основе Польско-американского стипендиального комитета (англ. Polish-American Scholarship Committee), образованного в 1923 году. Дата основания Фонда была приурочена к 150-й годовщине присоединения к Американской революционной армии Тадеуша Костюшко — национального героя Польши, ставшего впоследствии американским генералом.
Основателем Фонда и его многолетним президентом был профессор Стивен Мизва (1892—1971), польский эмигрант, переехавший из Польши в США в 1909 году, который впоследствии смог найти спонсоров из числа польских эмигрантов и американских меценатов, поддержавших его идею пропаганды польской культуры в Америке.

## Деятельность
Фонд финансируется на пожертвования частных лиц и организаций, которые разделяют основную миссию Фонда — способствовать развитию научных, образовательных и культурных связей между Польшей и США.
Фонд ежегодно присуждает стипендии и гранты польским студентам, аспирантам, учёным и художникам, которые были приглашены на учёбу в высшие учебные заведения США, а также американским гражданам, обучающимся в Польше.
Фонд организует и финансирует различные культурные мероприятия для польской общины в США, проводит регулярные выставки, посвящённые польской культуре и искусству, лекции и конкурсы.
Фондом был издан Словарь Фонда Костюшко (англ. Kosciuszko Foundation Dictionary), содержащий англо-польский (1959 г.) и польско-английский (1961 г.) словари. Словарь был переиздан 13 раз.
В числе партнёров Фонда — Польско-славянский федеральный кредитный союз (англ. The Polish and Slavic Federal Credit Union), Польско-американское медицинское общество в Чикаго (англ. The Polish-American Medical Society in Chicago), Министерство иностранных дел и Министерство культуры и национального наследия Польши.
Президентом Фонда является Марек Скулимовский (англ. Marek Skulimowski), опытный дипломат, работавший в польских дипломатических представительствах в Израиле и в США, бизнесмен и филантроп.